# Mimobolbus pygmaeus
Mimobolbus pygmaeus är en skalbaggsart som beskrevs av Frey 1967. Mimobolbus pygmaeus ingår i släktet Mimobolbus och familjen Bolboceratidae. Inga underarter finns listade i Catalogue of Life.